# Fontão
Fontão é uma povoação portuguesa sede da Freguesia de Fontão do Município de Ponte de Lima, freguesia com 4,72 km² de área e 1090 habitantes (censo de 2021), tendo, por isso, uma densidade populacional de 230,9 hab./km².

## Demografia
A população registada nos censos foi:
| Distribuição da População por Grupos Etários | Distribuição da População por Grupos Etários | Distribuição da População por Grupos Etários | Distribuição da População por Grupos Etários | Distribuição da População por Grupos Etários |
| -------------------------------------------- | -------------------------------------------- | -------------------------------------------- | -------------------------------------------- | -------------------------------------------- |
| Ano                                          | 0-14 Anos                                    | 15-24 Anos                                   | 25-64 Anos                                   | > 65 Anos                                    |
| 2001                                         | 206                                          | 184                                          | 591                                          | 151                                          |
| 2011                                         | 172                                          | 116                                          | 594                                          | 219                                          |
| 2021                                         | 134                                          | 112                                          | 546                                          | 298                                          |